# Maoritomella densecostulata
Maoritomella densecostulata é uma espécie de gastrópode do gênero Maoritomella, pertencente a família Borsoniidae.